# Mission de l'Union européenne en Arménie
La mission de l'Union européenne en Arménie (en anglais : European Union Mission in Armenia, abrégé EUMA) est un déploiement civil de la politique de sécurité et de défense commune de l'Union européenne sur le territoire de la république d'Arménie,.

## Histoire
La mission est annoncée le 23 janvier 2023 pour s'appuyer sur les travaux de deux déploiements précédents de l'UE en Arménie, la « capacité de surveillance de l'Union européenne en Arménie » (EUMCAP) et l'« équipe d'assistance à la planification de l'UE en Arménie » à la suite de la crise frontalière entre l'Arménie et l'Azerbaïdjan,. La mission est officiellement lancée le 20 février 2023. Contrairement à l’EUMCAP, qui avait été planifiée avec l’approbation de l’Azerbaïdjan, l’EUMA s’est déroulée sans l’approbation de celui-ci.

## Mandat
L'objectif de la mission est de contribuer à la stabilité dans les zones frontalières de l'Arménie, de renforcer la confiance sur le terrain, d'effectuer des patrouilles et des rapports actifs, et de soutenir les efforts de normalisation entre l'Arménie et l'Azerbaïdjan dirigés par le président du Conseil européen, Charles Michel,. L'EUMA est définie en janvier 2023 pour un mandat initial de 2 ans avec possibilité de prolongation, et son siège opérationnel est basé en Arménie. Environ 103 membres du personnel de l'UE sont déployés. L'une des tâches de l'EUMA est d'effectuer des patrouilles frontalières sur toute la longueur de la frontière entre l'Arménie et l'Azerbaïdjan, y compris le long de l'enclave du Nakhitchevan. L'Azerbaïdjan est informé à l'avance du programme hebdomadaire de la mission et des patrouilles,.

## États contributeurs
Depuis le lancement, les pays suivants ont fourni du personnel,,:
- Autriche
- Canada
- Chypre
- Tchéquie
- Danemark
- Estonie
- France
- Allemagne
- Lituanie
- Luxembourg
- Pays-Bas
- Pologne
- Portugal
- Roumanie
- Suède